# Centrostegia
Centrostegia, monotipski biljni rod iz porodice dvornikovki. Jedina vrsta je C. thurberi, jednogodišnja raslinja iz jugozapada SAD-a: Kalifornija, Arizona, Nevada, Utah i Meksika: Baja California Norte i Sonora. 
C. thurberi raste na visinama od 300 -2400 m. Vrijeme cvatnje su od ožujka do srpnja. Kromosomi: n=19.

## Sinonimi
- Centrostegia cryptantha (Curran) Goodd.; Bot. Gaz. 37: 53 (1904)
- Centrostegia thurberi var. macrotheca (J.T.Howell) Goodman; Leafl. W. Bot. 8: 128 (1957)
- Chorizanthe thurberi (A.Gray ex Benth.) S.Watson; Proc. Amer. Acad. Arts 12: 269 (1877)
- Chorizanthe thurberi var. cryptantha Curran; Bull. Calif. Acad. Sci. 1: 275 (1885)
- Chorizanthe thurberi var. macrotheca J.T.Howell; Leafl. W. Bot. 3: 205 (1943)

## Vanjske poveznice
|  | Zajednički poslužitelj ima još gradiva o temi Centrostegia |
|  | Wikivrste imaju podatke o taksonu Centrostegia             |